# Kuibyshev
Kuibyshev (russo:  Куйбышев) conhecida como Kainsk até 1935, é uma cidade localizada no óblast de Novosibirsk, Rússia. Está situada às margens do rio Om (afluente do rio Irtysh), cerca de 315 km a oeste de Novosibirsk. Sua população estimada em 1970 era de 40 000 habitantes e em 2005 48 500 habitantes.
Kuibyshev foi fundada como um forte militar chamado Kainski Pas (Каинский Пас) em 1722. Em 1782, foi renomeada para Kainsk (Каинск) e obteve estatuto de cidade. Em 1804, tornou-se parte do governorado (gubernia) de Tomsk. Em 1935, foi renomeada para Kuibyshev após Valerian Kuibyshev, exilado em Kainsk em 1907, ter vivido aqui por dois anos.
Coordenadas: 55º 26' N, 78º 19' E.